# Resistenza sovietica

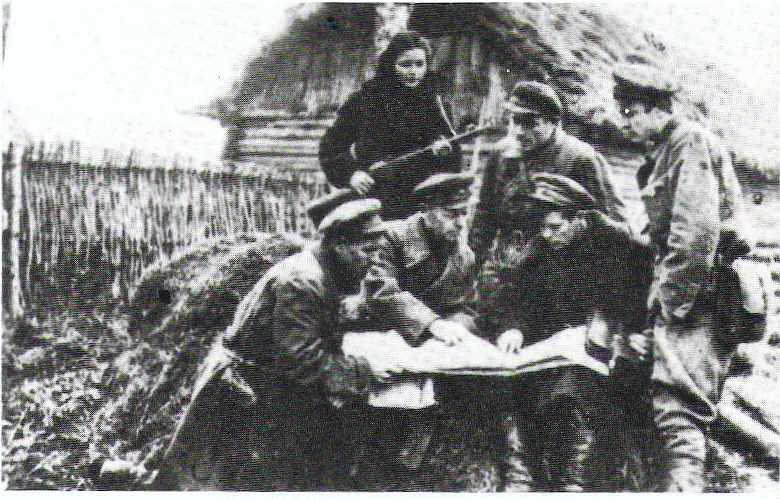
Un gruppo di partigiani sovietici studia un'azione contro gli occupanti tedeschi.

La Resistenza sovietica fu l'insieme dei gruppi politici e militari attivi sul territorio dell'Unione Sovietica occupato dai tedeschi nel corso dell'operazione Barbarossa sul Fronte orientale della seconda guerra mondiale. 
Il movimento di resistenza sovietico, attivato all'ultimo momento e con molta improvvisazione da Stalin e dai dirigenti sovietici dopo l'invasione e di fronte alle disfatte iniziali, si sviluppò in un primo tempo con grande difficoltà e non ottenne successi di rilievo nel primo periodo della guerra di fronte alle brutali attività repressive dell'apparato militare delle forze di occupazione. A partire dal 1942 divenne più organizzato grazie all'apparato dei quadri comunisti infiltrati sul posto, e crebbe di numero grazie al contributo dei soldati sbandati rimasti nelle retrovie e dei volontari tra la popolazione. Sfruttando il riparo delle foreste, i partigiani sovietici divennero particolarmente pericolosi e aggressivi nella seconda parte della guerra, diffusero l'insicurezza alle spalle dell'esercito tedesco e lottarono spietatamente contro collaborazionisti e nazionalisti anti-sovietici. In alcune aree della Bielorussia e dell'Ucraina si arrivò a costituire i kraj (territori) partigiani liberati e furono inflitte pesanti perdite alle truppe occupanti, impegnando grandi reparti nemici e favorendo con la guerriglia le vittorie campali dell'Armata Rossa.
È stato calcolato che in totale parteciparono alla lotta partigiana tra gli 800.000 e i 900.000 uomini che, guidati da alcuni capi famosi, contribuirono dal punto di vista morale, politico e militare alla vittoria dell'Unione Sovietica e al ristabilimento del potere sovietico nei territori occupati.

## Invasione

### Inizio della lotta partigiana
L'operazione Barbarossa colse completamente di sorpresa l'Armata Rossa e la dirigenza sovietica; in pochissimi giorni le unità corazzate tedesche si spinsero in profondità, chiusero in grandi sacche d'accerchiamento la maggior parte delle forze sovietiche di prima linea, respinsero i confusi contrattacchi nemici e permisero l'occupazione da parte della fanteria di grandi estensioni del territorio, tra cui la Bielorussia, l'Ucraina, gli stati Baltici, la Crimea, la regione di Smolensk. In poche settimane decine di milioni di cittadini sovietici si trovarono sotto il regime di occupazione tedesco che diede subito inizio alle spietate misure di annientamento e repressione di tutte le persone ritenuti inutili o pericolose per il grande progetto di rivoluzione etnica e colonizzazione prevista da Adolf Hitler e dai dirigenti nazisti.

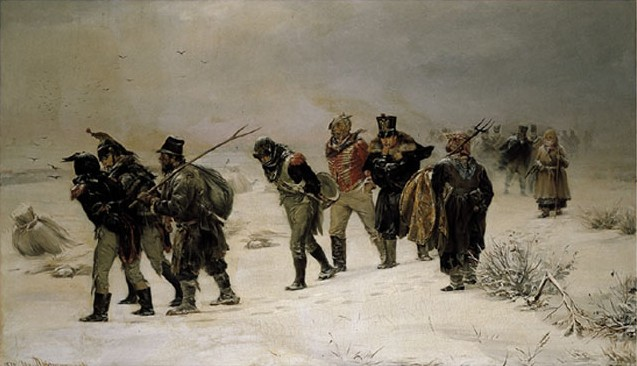
Partigiani russi con alcuni soldati francesi catturati durante la ritirata di Russia del 1812.

Nel clima trionfalistico dell'Unione Sovietica degli anni trenta e nell'atmosfera di sospetto e paura del Grande terrore staliniano, un andamento così catastrofico della guerra era stato considerato del tutto impossibile; si era parlato e scritto al contrario che l'URSS avrebbe condotto una guerra estremamente offensiva sul territorio del nemico e che avrebbe vinto con "poco sangue". Pianificazioni e proposte riguardo alla preparazione di una guerra di guerriglia in caso di invasione erano ritenute disfattiste e rinunciatarie. Di conseguenza ogni progetto operativo e organizzativo venne messo da parte e i piani studiati negli anni venti per preparare le strutture e le risorse per una guerra partigiana alle spalle di un nemico che avesse invaso il territorio nazionale, vennero cancellati. Stalin in particolare nutriva sospetti per questo tipo di preparativi per attività clandestine che egli riteneva difficilmente controllabili dal centro; esse avrebbero potuto inoltre minare il morale della popolazione educata per anni alla retorica della guerra offensiva dell'Armata Rossa. Nella tradizione bolscevica peraltro era presente fin dall'inizio la diffidenza per la cosiddetta partizanscina, la guerra partigiana, considerata una meschina tattica di ripiego e una ammissione di fallimento e incapacità ad organizzare un grande esercito di massa modernamente equipaggiato.

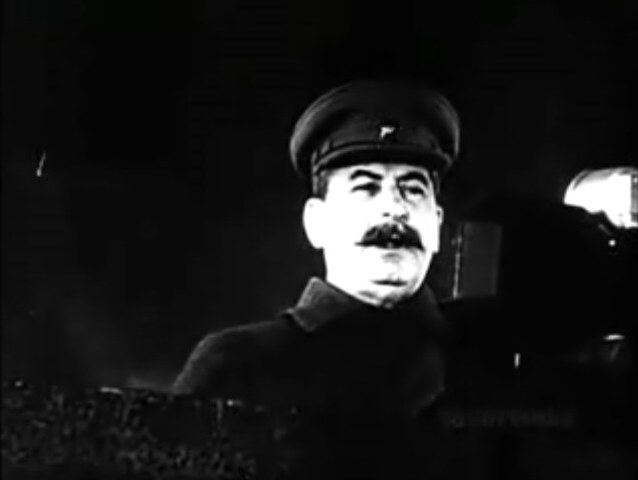
Stalin parlò per la prima volta pubblicamente dell'importanza di organizzare la resistenza partigiana nel famoso discorso alla radio del 3 luglio 1941.

In realtà non mancavano nella tradizione storica russa e sovietica, esempi di guerriglia partigiana particolarmente gloriosi, soprattutto la lotta delle bande partigiane contadine che avevano colpito alle spalle durante la tragica ritirata, l'esercito napoleonico nel 1812 e anche i reparti di guerriglieri rossi del periodo della Guerra civile, soprattutto in Ucraina e Siberia. Esistevano quindi dei precedenti positivi di lotta partigiana che avrebbero potuto essere opportunamente sfruttati dai dirigenti politico-militari per stimolare l'emulazione da parte dei nuovi partigiani sovietici impegnati contro il barbaro nemico tedesco-nazista. Venne anche riproposto un documento di Lenin, scritto nel 1906, in cui il capo bolscevico aveva esaltato il terrorismo partigiano come elemento fondamentale della lotta di classe.
Stalin parlò per radio ai popoli sovietici il 3 luglio 1941; egli descrisse realisticamente l'entità del mortale pericolo che incombeva sulla patria e delineò concretamente un programma d'azione per superare la prova e sconfiggere il nemico. Il dittatore per la prima volta parlò pubblicamente dell'importanza di organizzare la resistenza partigiana nelle retrovie e nei territori occupati per non dare respiro ai tedeschi, minacciare la sicurezza delle retrovie, scuotere il loro morale, rendere impossibile controllare e sfruttare il territorio. Una precedente direttiva riservata indirizzata alle strutture di partito era già stata diramata il 29 giugno con le prime indicazioni operative; il 18 luglio 1941 infine il Comitato centrale del partito comunista preparò e fece distribuire un decreto esecutivo fondamentale sulla "Organizzazione della lotta nelle retrovie nemiche" contenente direttive più precise in cui si evidenziava l'importanza di "creare all'invasore condizioni insopportabili" e attaccare i suoi mezzi di trasporto e le vie di comunicazione; le organizzazioni clandenstine comuniste avrebbero dovuto dirigere questo movimento di resistenza.

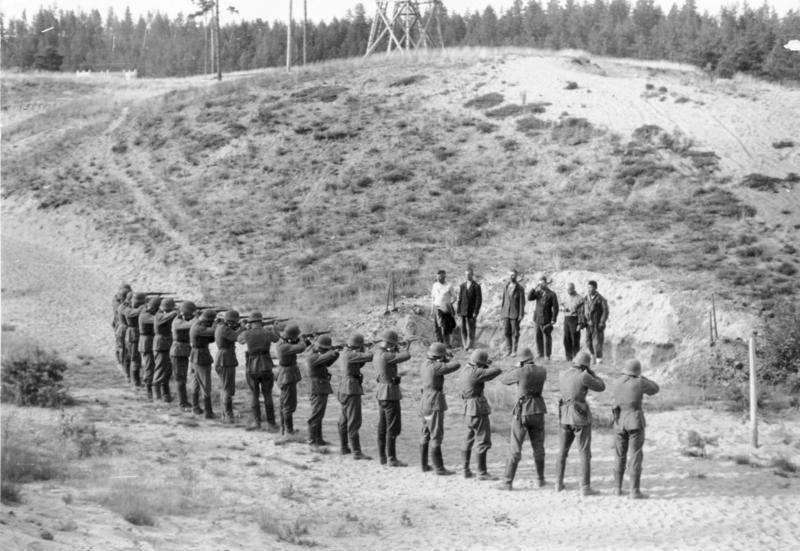
Settembre 1941: fucilazione immediata per alcuni partigiani sovietici.

Nonostante le direttive del potere centrale, i problemi organizzativi iniziali furono notevoli; si cercò di lasciare nei territori occupati nuclei clandenstini del partito che potessero costituire un apparato illegale in grado di costituire e dirigere le formazioni partigiane, ma molti dirigenti lasciati indietro si dimostrarono incapaci e la rapidità dell'avanzata tedesca diede pochissimo tempo per preparare queste attività. L'apparato repressivo tedesco diede prova della sua spietata efficienza e molti dei gruppi iniziali di resistenza vennero rapidamente individuati e annientati. L'attività partigiana inizialmente quindi poté svilupparsi soprattutto grazie ai superstiti dei reparti dell'Armata Rossa sbandati che, sfuggiti miracolosamente alla cattura nelle grandi sacche, avevano trovato rifugio nelle ampie foreste e nelle paludi. Questi soldati sbandati furono ben presto raggiunti da membri del partito ed ebrei che erano i più esposti alla repressione nazista, ma questi gruppi non erano reali forze combattenti: con poche armi e privi di rifornimenti, si limitarono a piccole imboscate e alle requisizioni di cibo nei villaggi che in alcuni casi, in particolare in Ucraina, non favorivano la collaborazione della popolazione locale. Alla fine del 1941 furono finalmente infiltrati o paracadutati per consolidare questi gruppi ed estendere la resistenza circa 30.000 iscritti al partito comunista e giovani del Komsomol, ma per tutto questo periodo iniziale i partigiani non riuscirono a sviluppare in modo efficace la resistenza. 

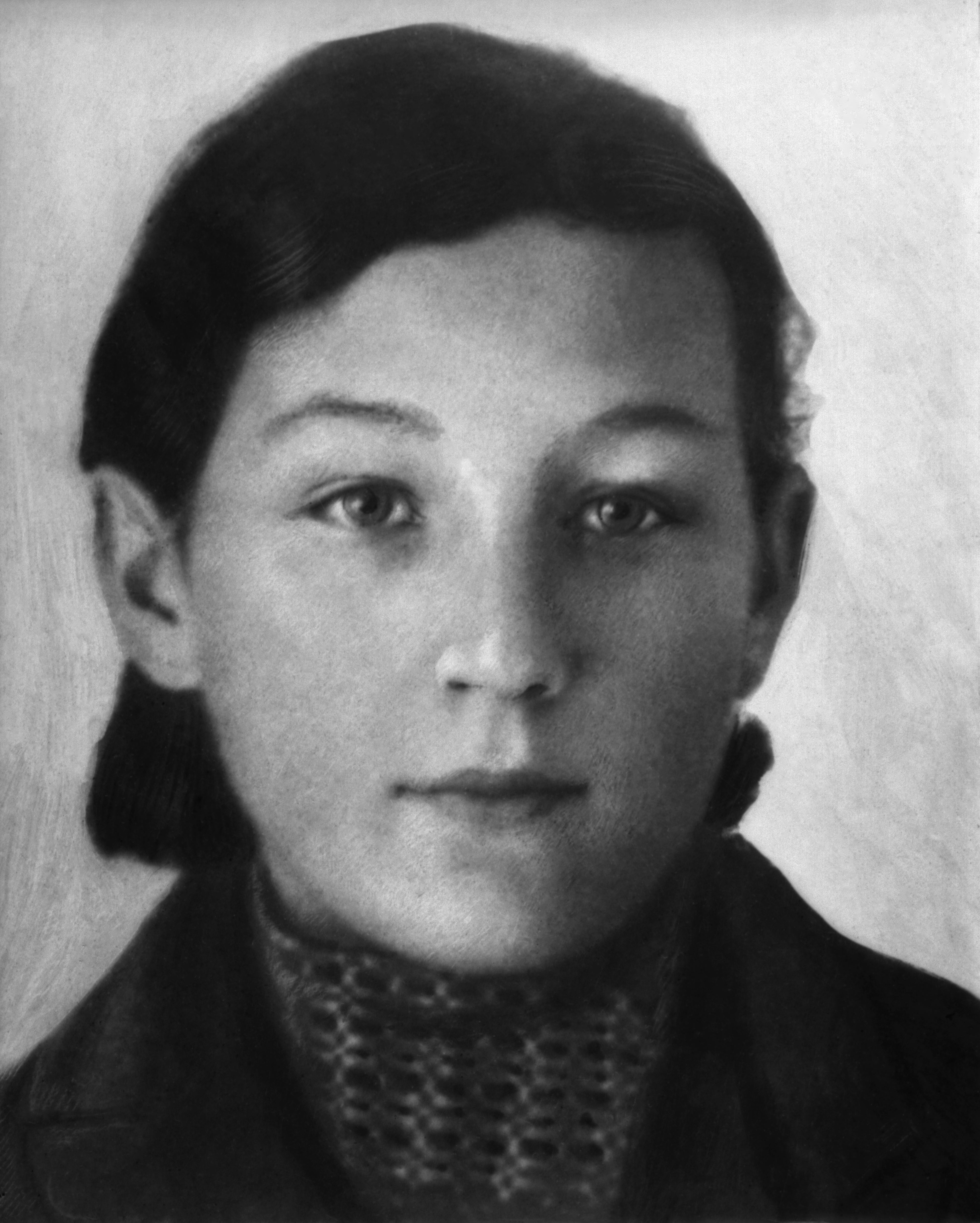
La giovane Zoja Anatol'evna Kosmodem'janskaja, agente infiltrato che venne catturato, torturato e impiccato dai tedeschi.

La repressione tedesca inoltre fu rapida e brutale secondo le indicazioni originali di Adolf Hitler che prevedevano una politica del terrore; anche la Wehrmacht applicò subito, nei confronti di questi combattenti ritenuti irregolari e quindi non meritevoli di alcuna pietà, punizioni draconiane e fucilazioni immediate. Il 16 settembre 1941 il comando supremo delle forze armate tedesche diramò un "decreto sugli ostaggi" in cui venne stabilito il rapporto delle rappresaglie: per ogni tedesco ucciso, avrebbero dovuto essere immediatamente eliminati da 50 a 100 ostaggi.
Nonostante le grandi difficoltà iniziali, i primi reparti partigiani sovietici furono attivi nel 1941 soprattutto alle spalle del fronte di Mosca e di Leningrado dove furono raggiunti da numerosi agenti infiltrati per prendere contatto con queste formazioni improvvisate. Secondo le statistiche sovietiche alla fine dell'anno 1941 i partigiani erano circa 90.000 suddivisi in 2000 piccoli gruppi. Durante la battaglia di Mosca, per la prima volta i gruppi partigiani ebbero un ruolo tattico di rilievo: sferrarono piccoli attacchi nelle retrovie tedesche della regione di Smolensk e si collegarono in alcune occasioni con le divisioni regolari dell'Armata Rossa che si erano infiltrate in profondità oltre linee tedesche. Furono tuttavia successi di breve durata: l'esercito tedesco riuscì a consolidare le sue linee, bloccò le offensive sovietiche e distrusse i reparti infiltrati; procedette quindi nell'inverno 1941-42 all'eliminazione sistematica con grandi operazioni di rastrellamento dei piccoli gruppi partigiani delle retrovie. Le perdite sovietiche furono pesanti e il movimento partigiano, senza rifornimenti regolari, carente di armi e munizioni, privo di collegamenti e di rifugi sicuri, senza assistenza sanitaria, rischiò di disgregarsi completamente. In questo periodo cadde anche la giovane Zoja Anatol'evna Kosmodem'janskaja, agente infiltrato che venne catturato, torturato e impiccato dai tedeschi.
Le operazioni di repressione tedesche, guidate dal generale Erich von dem Bach-Zelewski, raggiunsero quindi buoni risultati dal punto di vista militare: in circa due terzi del territorio occupato l'attività partigiana venne praticamente eliminata, mentre nelle regioni paludose e boscose nord-occidentali, le operazioni di rastrellamento permisero la cattura e l'eliminazione di molti partigiani; le misure di rappresaglia furono spietate, decine di villaggi furono incendiati, migliaia di persone, comprese donne, vecchi e bambini furono fucilati sommariamente. Queste misure brutali tuttavia accentuarono l'ostilità della popolazione e la determinazioni degli elementi decisi ad opporsi ad un invasore così spietato; di conseguenza nella primavera 1942, al termine del ciclo di rastrellamenti tedeschi, i partigiani attivi erano ancora circa 65.000.

### 1942
Dopo molte incertezze, finalmente a metà del 1942, Stalin e la dirigenza sovietica presero le decisioni fondamentali per potenziare realmente la guerra partigiana nei territori occupati; vennero quindi messi da parte i piani irrealizzabili per infiltrare intere divisioni a cavallo regolari dietro il fronte di battaglia e venne anche superato lo scetticismo di alcuni capi, tra cui Lavrentij Berija, che avrebbero voluto limitare l'attività al sabotaggio e allo spionaggio. Si decise invece di potenziare la struttura organizzativa e logistica del movimento di resistenza di cui si comprese l'importanza militare e soprattutto politica per affermare anche in questa fase difficile della guerra, la presenza del potere sovietico nei territori occupati in opposizione a collaborazionisti e nazionalisti locali.

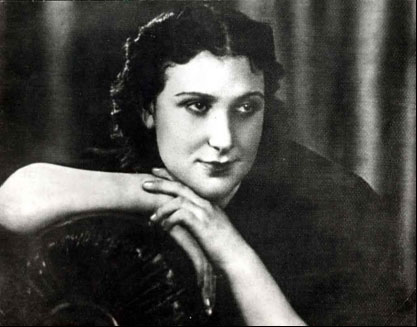
Tatiana Markus catturata a Kiev nel 1942 e fucilata nel 1943

Per favorire una direzione centralizzata, un migliore coordinamento, controllo ed efficienza, alla fine di maggio 1942 venne costituito uno stato maggiore centrale partigiano a Mosca affidato al generale bielorusso Pantelejmon Ponomarenko, mentre altri staby, stati maggiori distaccati, vennero costituiti in tutte le regioni sovietiche invase interessate dalla resistenza.

### 1943
La resistenza proseguì anche durante il 1943. Già durante l'anno precedente era stata catturata a Kiev la partigiana Tatiana Markus che venne torturata per cinque mesi al fine di estorcerle informazioni, che lei tuttavia non fornì. La Markus venne così fucilata nel gennaio del 1943.